# Описана трапеція

Описана трапеція.

У евклідовій геометрії тангенціальна трапеція, або описана трапеція, — це трапеція, усі чотири сторони якої дотикаються до одного й того ж кола (вписане коло). Це окремий випадок описаного чотирикутника, у якому принаймні одна пара протилежних сторін паралельна. Як і для інших трапецій, паралельні сторони називаються основами, а дві інші сторони — бічними сторонами (катетами). Бічні сторони можуть бути рівними, але це не обов'язково.

## Особливі випадки
Прикладами описаних трапецій є ромби та квадрати.

Описаний ромб

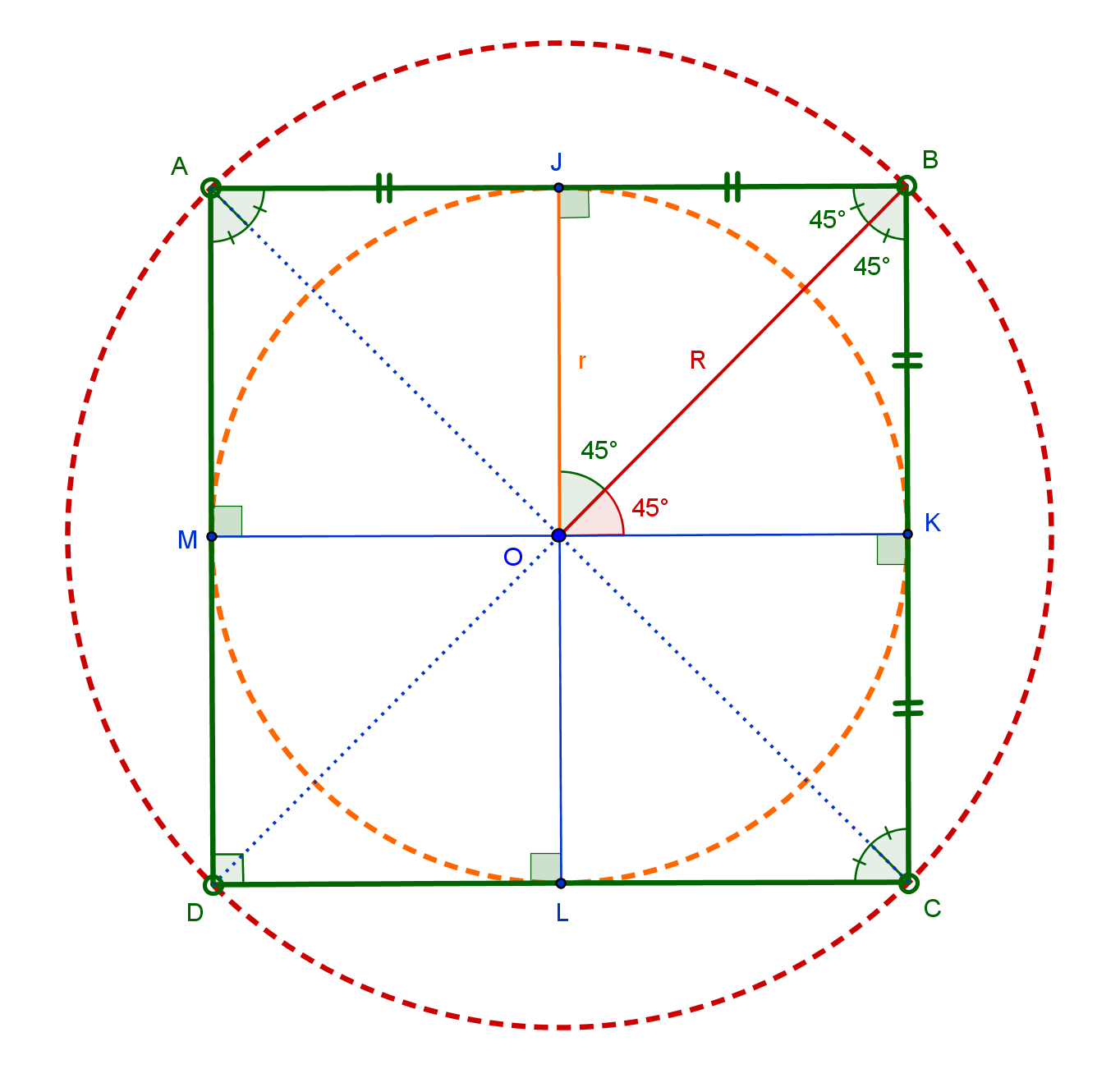
Описаний квадрат

## Ознака
Якщо вписане коло дотикається до сторін AB і CD в точках W і Y відповідно, то описаний чотирикутник ABCD також є трапецією з паралельними сторонами AB і CD тоді і тільки тоді, коли :Tеорема 2
{\displaystyle {\overline {AW}}\cdot {\overline {DY}}={\overline {BW}}\cdot {\overline {CY}}}
і AD і BC є паралельними сторонами трапеції тоді і тільки тоді, коли
{\displaystyle {\overline {AW}}\cdot {\overline {BW}}={\overline {CY}}\cdot {\overline {DY}}.}

## Площа
Формулу для площі трапеції можна спростити за допомогою теореми Піто, щоб отримати формулу для площі описаної трапеції. Якщо основи мають довжину a, b, а будь-яка з двох інших сторін має довжину c, тоді площа S визначається формулою (Цю формулу можна використовувати лише у випадках, коли основи паралельні)
{\displaystyle S={\frac {a+b}{|b-a|}}{\sqrt {ab(a-c)(c-b)}}.}
Площа може бути виражена через довжини відрізків дотичних e, f, g, h як :стор.129
{\displaystyle S={\sqrt[{4}]{efgh}}(e+f+g+h).}

## Інрадіус (радіус вписаного кола)
Використовуючи ті самі позначення, що й для площі, радіус вписаного кола дорівнює
{\displaystyle r={\frac {S}{a+b}}={\frac {\sqrt {ab(a-c)(c-b)}}{|b-a|}}.}
Діаметр вписаного кола дорівнює висоті описаної трапеції.
Інрадіус також можна виразити через довжини відрізків дотичних як :стор.129
{\displaystyle r={\sqrt[{4}]{efgh}}.}
Крім того, якщо довжини відрізків дотичних e, f, g, h виходять відповідно з вершин A, B, C, D і AB паралельна DC, то
{\displaystyle r={\sqrt {eh}}={\sqrt {fg}}.}

## Властивості інцентра (центра вписаного кола)
Якщо вписане коло дотикається до основ у точках P, Q, то точки P, I, Q лежать на одній прямій, де I — центр вписаного.
Кути ∠ AID і ∠ BIC в описаній трапеції ABCD з основами AB і DC є прямими.
Центр вписаного кола лежить на медіані (її також називають середньою лінією, тобто відрізком, що з'єднує середини бічних сторін).

## Інші властивості
Медіана (середня лінія) описаної трапеції дорівнює одній четвертій периметра трапеції. Вона також дорівнює половині суми основ, як і в усіх трапеціях.
Якщо накреслено два кола, діаметр кожного з яких збігається з бічними сторонами описаної трапеції, то ці два кола дотикаються одне до одного.

## Прямокутна описана трапеція

Прямокутна описана трапеція.

Прямокутна описана трапеція — це описана трапеція, у якій два суміжні кути є прямими. Якщо основи мають довжини a, b, то інрадіус дорівнює
{\displaystyle r={\frac {ab}{a+b}}.}
Таким чином, діаметр вписаного кола є середнім гармонічним основ.
Прямокутна описана трапеція має площу
{\displaystyle \displaystyle S=ab}
а її периметр P дорівнює
{\displaystyle \displaystyle P=2(a+b).}

## Рівнобічна описана трапеція

Кожна рівнобічна описана трапеція є біцентричною.

Рівнобічна описана трапеція — це описана трапеція, у якої бічні сторони рівні. Оскільки рівнобічна трапеція є вписаним чотирикутником, то рівнобічна описана трапеція є біцентричним чотирикутником. Тобто вона має як вписане, так і описане коло.
Якщо основи дорівнюють a, b, то інрадіус визначається як
{\displaystyle r={\tfrac {1}{2}}{\sqrt {ab}}.}
Щоб вивести цю формулу, була використана задача Сангаку з Японії. З теореми Піто випливає, що довжини бічних сторін дорівнюють половині суми основ. Оскільки діаметр вписаного кола є коренем квадратним із добутку основ, рівнобічна описана трапеція дає гарну геометричну інтерпретацію середнього арифметичного та середнього геометричного основ як довжини бічної сторони та діаметра вписаного кола відповідно.
Площа S рівнобічної описаної трапеції з основами a, b визначається як
{\displaystyle S={\tfrac {1}{2}}{\sqrt {ab}}(a+b).}